# Pónor

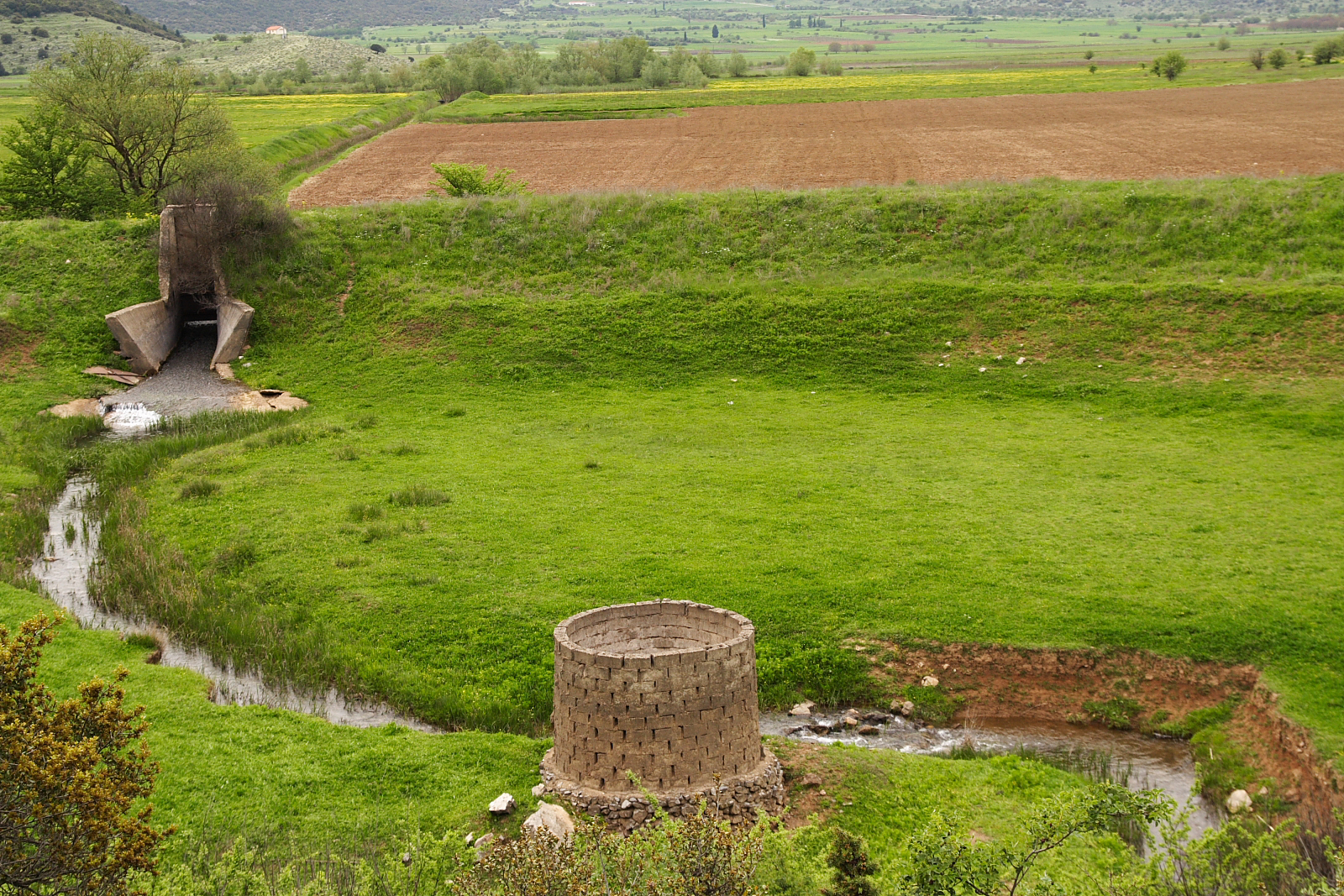
Cuenca colectora, pónor (vista posterior), Peloponeso.

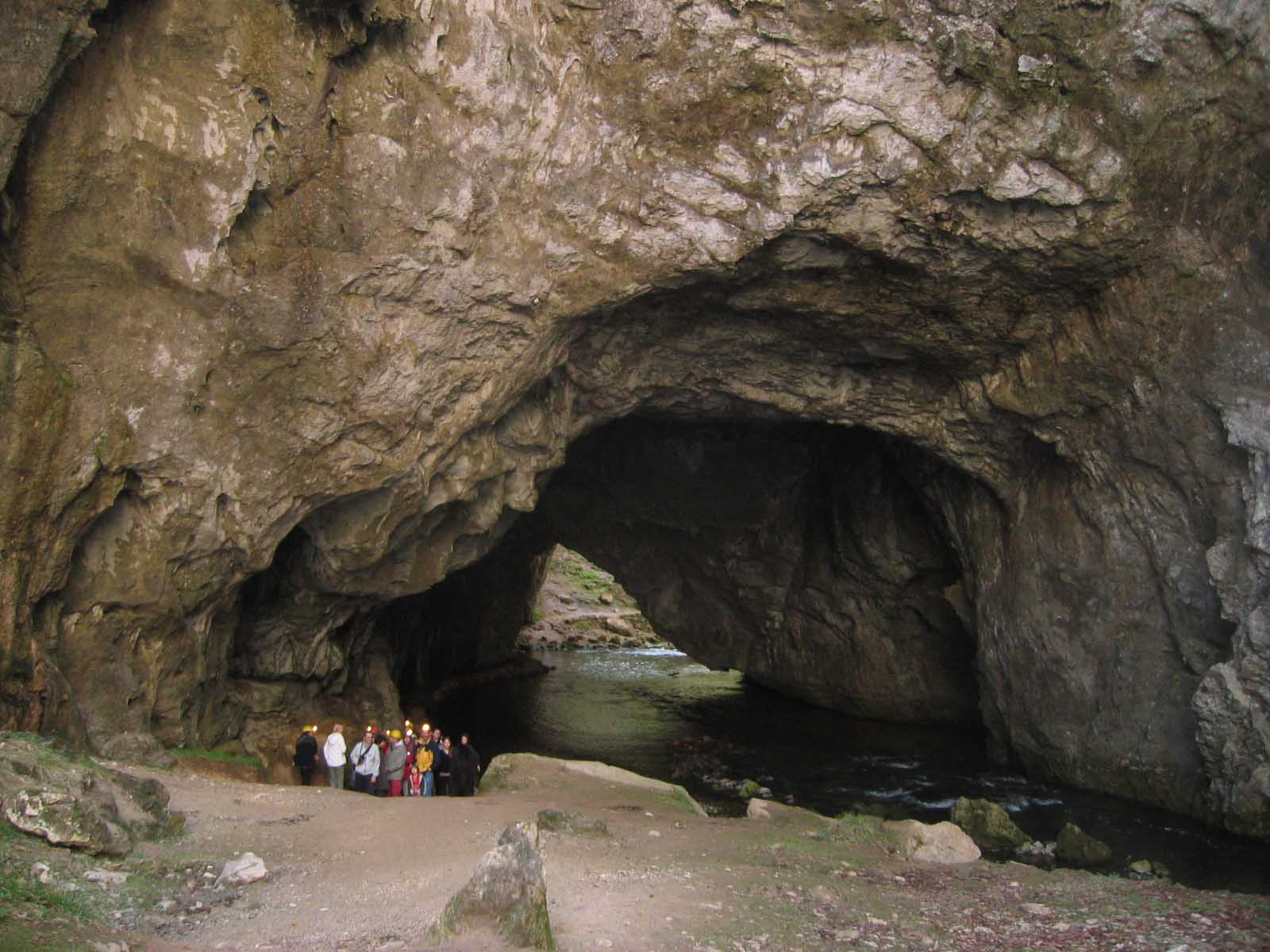
Uno de los distintos pónores del río Rakov Škocjan, Eslovenia.

Un pónor es una abertura natural en el terreno, que puede ser encontrada en lugares donde la geología y la geomorfología están caracterizadas por algún tipo de karst.
Mientras que una dolina es una depresión con un hoyo o cavidad conectado hacia el subsuelo, un pónor es una abertura por la que una corriente superficial o lago, fluyen total o parcialmente hacia un sistema kárstico de agua subterránea. La erosión por el flujo continuo de agua forma o agranda la abertura en la roca (principalmente caliza).
Los pónores se encuentran en todo el mundo en regiones kársticas. Existen varios lugares en países en centro y sureste de Europa (Croacia, República Checa, Hungría, Rumania, Montenegro) con el nombre de «Ponor» debido a que están asociadados con estas aberturas kársticas. Hay importantes pónores en los montes Cárpatos, en los Alpes Dináricos, Grecia, Turquía y en varios estados del sur de los EE. UU.
El término pónor se ha instituido como un término geológico internacional para una gran entrada de agua hacia el subsuelo en terrenos kársticos. La palabra pónor deriva de nora, del idioma protoeslavo, que significa fosa u hoyo.